# Reclavaspis australicus
Reclavaspis australicus är en insektsart som beskrevs av Komosinska 1965. Reclavaspis australicus ingår i släktet Reclavaspis och familjen pansarsköldlöss. Inga underarter finns listade i Catalogue of Life.